# LAR-160
LAR-160 — реактивная система залпового огня израильского производства.

## История
Разработана фирмой «Israel Military Industries LTD» (TAAS) в конце 1970-х в Израиле. Принята на вооружение израильской армией в 1983 году.

## Конструкция
Пусковая установка смонтирована на шасси американского гусеничного транспортера М-548, но имеет модульную конструкцию, допускающую её монтаж на различных типах шасси. Число направляющих в пакетах пусковой установки может составлять 18, 26, 36 или 50 , пакеты направляющих снаряжаются реактивными снарядами и герметизируются на заводе-изготовителе, они могут храниться до 15 лет.

## Тактико-технические характеристики
| Калибр                                           | 160 мм          |
| Количество направляющих                          | 36 шт.          |
| Масса снаряда                                    | 100 кг          |
| Минимальная дальность стрельбы                   | 7-8 км          |
| Максимальная дальность стрельбы                  | 45 км           |
| Масса пусковой установки в боевом положении      | 19,2 т          |
| Габариты пусковой установки в походном положении | 4,88×2,51×2,5 м |
| Продолжительность залпа                          | 18 с            |
| Время перезаряжания                              | 10 мин.         |
| Боевой расчет                                    | 5-6 чел.        |
| Год принятия на вооружение                       | 1983            |

## На вооружении
- Аргентина — TAM VCLC (пусковая ракетная на основе TAM)[источник не указан 1727 дней]
- Азербайджан — 30 LAR-160[источник не указан 1727 дней]
- Венесуэла — 20 единиц, по состоянию на 2016 год[1]
- Грузия — 4 единицы на январь 2008 года[2]
- Израиль — 50 единиц LAR-160 по состоянию на 2016 год[3]
- Руанда — 5 единиц, по состоянию на 2016 год[4]
- Чили — 12 единиц, по состоянию на 2016 год[5]

## Боевое применение
Использовались войсками Азербайджана в ходе Второй Карабахской войны.